# Vima insignis
Vima insignis is een hooiwagen uit de familie Agoristenidae.